# Rauvolfioideae
Le Rauvolfioideae Kostel., 1834 sono una sottofamiglia di piante della famiglia Apocynaceae.

## Tassonomia
La sottofamiglia Rauvolfioideae comprende 79 generi, raggruppati in 11 tribù e 17 sottotribù:
- Tribù Aspidospermateae Miers, 1878
  - Aspidosperma Mart. & Zucc., 1924
  - Geissospermum Allemão, 1846
  - Haplophyton A.DC., 1844 
  - Microplumeria Baill., 1899
  - Strempeliopsis Benth., 1876
  - Vallesia Ruiz & Pav., 1794
- Tribù Alstonieae G. Don, 1837
  - Alstonia R. Br., 1810
  - Dyera Hook. F., 1882
- Tribù Vinceae Duby, 1828
  - Sottotribù Kopsiinae Leeuwenb., 1994
    - Kopsia Blume, 1823

  - Sottotribù Ochrosiinae Pichon ex Boiteau, 1981
    - Ochrosia Juss, 1789

  - Sottotribù Tonduziinae M.E. Endress, 2014
    - Laxoplumeria Markgr., 1926
    - Tonduzia Pittier, 1908

  - Sottotribù Vincinae M.E. Endress, 2014
    - Vinca L., 1853

  - Sottotribù Catharanthinae Pichon ex Boiteau, 1981
    - Catharanthus G. Don, 1837
    - Kamettia Kostel., 1834
    - Petchia Livera, 1926

  - Sottotribù Rauvolfiinae Benth. & Hook.f., 1876
    - Rauvolfia L., 1753
- Tribù Willughbeieae A.DC., 1844
  - Sottotribù Leuconotidinae Pichon ex Leeuwenb., 1994
    - Bousigonia Pierre, 1898
    - Cyclocotyla Stapf, 1908
    - Leuconotis Jack, 1823

  - Sottotribù Willughbeiinae A.DC., 1844
    - Willughbeia Roxb., 1820

  - Sottotribù Lacmelleinae Pichon ex Leeuwenb., 1994
    - Couma Aubl., 1775
    - Hancornia Gomes, 1803
    - Lacmellea H. Karst., 1857
    - Parahancornia Ducke, 1922

  - Sottotribù Landolphiinae K. Schum., 1895
    - Ancylobotrys Pierre, 1898
    - Chamaeclitandra (Stapf) Pichon, 1953
    - Clitandra Benth., 1849
    - Cylindropsis Pierre, 1898
    - Dictyophleba Pierre, 1898
    - Landolphia P. Beauv., 1804
    - Orthopichonia H. Huber, 1962
    - Pacouria Aubl., 1775
    - Saba (Pichon) Pichon, 1953
    - Vahadenia Stapf, 1902
- Tribù Tabernaemontaneae G. Don, 1838
  - Sottotribù Ambelaniinae A.O. Simões & M.E. Endress, 2010
    - Ambelania Aubl., 1775
    - Macoubea Aubl., 1775
    - Molongum Pichon, 1948
    - Mucoa Zarucchi, 1988
    - Neocouma Pierre, 1898
    - Rhigospira Miers, 1878
    - Spongiosperma Zarucchi, 1988

  - Sottotribù Tabernaemontaninae A.DC., 1844
    - Callichilia Stapf, 1902
    - Calocrater K. Schum., 1895
    - Carvalhoa K. Schum., 1895
    - Crioceras Pierre, 1897
    - Schizozygia Baill., 1888
    - Tabernaemontana L., 1753
    - Tabernanthe Baill., 1888
    - Voacanga Thouars, 1806
- Tribù Melodineae G. Don, 1837
  - Diplorhynchus Welw. ex Ficalho & Hiern., 1881
  - Craspidospermum Bojer ex A. DC., 1844
  - Melodinus J.R. Forst. & G. Forst., 1776
  - Pycnobotrya Benth., 1876
  - Stephanostegia Baill., 1888
- Tribù Hunterieae Miers, 1878
  - Gonioma E. Mey., 1938
  - Hunteria Roxb., 1824
  - Picralima Pierre, 1896
  - Pleiocarpa Benth., 1876
- Tribù Amsonieae M.E. Endress, 2014
  - Amsonia Walter, 1788
- Tribù Alyxieae G. Don, 1837
  - Sottotribù Condylocarpinae Pichon ex Leeuwenb., 1994
    - Chilocarpus Blume, 1895
    - Condylocarpon Desf., 1822
    - Plectaneia Thouars, 1806

  - Sottotribù Alyxiinae A.DC., 1844
    - Alyxia Banks ex R. Br., 1810
    - Lepinia Decne., 1849
    - Lepiniopsis Valeton, 1895
    - Pteralyxia K. Schum., 1895
- Tribù Plumerieae E. Mey., 1838
  - Sottotribù Allamandinae A.DC., 1844
    - Allamanda L., 1771

  - Sottotribù Plumeriinae Pichon ex Leeuwenb., 1994
    - Himatanthus Willd. ex. Schult., 1819
    - Mortoniella Woodson, 1939
    - Plumeria L., 1753

  - Sottotribù Thevetiinae A.DC., 1844
    - Anechites Griseb., 1861
    - Cameraria L., 1753
    - Cerbera L., 1753
    - Cerberiopsis Viell. ex Pancher & Sébert, 1874
    - Skytanthus Meyen, 1834
    - Thevetia L., 1758
- Tribù Carisseae Dumort, 1829
  - Acokanthera G. Don, 1838
  - Carissa L., 1767